# Control motor
El sistema motor es el fruto de la integración de las informaciones sensitivas y motoras por el control del sistema nervioso central (SNC). Al realizar movimientos integrales normalmente seguimos tres fases:
- Movimientos preparatorios: Que estabilizan el tronco.
- Movimientos agonistas: Que ejecutan la acción.
- Movimientos finales (antagonistas): Que frena todo el movimiento del motor.

## Tipos de movimientos
- Voluntario (cortical): Son propositivos (dirigidos a lograr una meta) y en gran medida son aprendidos. Su ejecución mejora mucho con la práctica.
- Automático (subcortical): Combinan características de reflejos y movimientos voluntarios. El inicio y el término son voluntarios.
- Reflejo (medular): Son conductas motoras simples e involuntarias, rápidas y dependen de la intensidad del estímulo que lo desencadena.

Podemos encontrar alteraciones en las lesiones del aparato locomotor y neurológico que afectan al movimiento y a su control:
- Control muscular:
  - Fuerza: reclutamiento de fibras.
  - Coordinación.
  - Elasticidad.
  - Contracción: tipo de fibras.
  - Velocidad: tipo de fibras.
  - Tono muscular.
  - Esquemas motores.
  - Alteraciones de la propiocepción y sensibilidad.
- Dolor.
- Arco de movilidad.

## Métodos
En los estudios de fisiología neuromuscular de Charles Scott Sherrington son la base de muchos de los modelos actuales de reeducación del movimiento y del control motor en fisioterapia y terapia ocupacional:
- FNP (Facilitación Neuromuscular Propioceptiva).
- Control motor.
- RSPM (Reeducación Sensitiva Perceptiva Motriz) o propiocepción.
- Entrenamiento en rehabilitación.
- Pliometría (Ejercicios de fuerza reactiva).
- Métodos de cadena abierta-cerrada.
- Estabilización muscular.
- Entrenamiento del equilibrio o balance training.
- Estiramientos FNP, energía muscular...

Casi todos estos métodos de trabajo utilizan distintas técnicas neuromusculares, la mayoría consiguen mejorar la condición neuro-motora a través de receptores de distintos tejidos y órganos de los sentidos. Facilitamos y reeducamos el movimiento si hay una afectación.

## Técnicas
- Entrenamiento de las cualidades básicas del músculo: Inervación, Fuerza y Resistencia.
- Combinaciones de distintas contracciones musculares.
- Coordinación de la musculatura agonista-antagonista.
- Inversión de antagonistas.
- Inversiones dinámicas.
- Iniciación rítmica.
- Estiramientos Analíticos en Fisioterapia antes, durante y después de la actividad.
- Estabilizaciones dinámicas.
- Control del equilibrio.

## Requisitos para la recuperación del control motor
- Motivación.
- Metas apropiadas (no desproporcionadas).
- Explicación: En qué consiste su patología, cómo vamos a recuperarla y qué esperamos de ellos.
- Demostración.
- Implicar al paciente: Responsabilidad.
- Repetición.
- Evaluación.

## FNP (Facilitación Neuromuscular Propioceptiva)
El método de facilitación neuromuscular propioceptiva fue desarrollado por un grupo de fisioterapeutas a finales de los años cuarenta y es una aproximación al ejercicio terapéutico que los fisioterapeutas consideran eficaz para el tratamiento de pacientes con una amplia gama de diagnósticos. El Doctor Herman Kabat, se basó principalmente en los trabajos que Sherrington y otros neurofisiólogos como Coghill, McGraw y Gesell, habían realizado en materia de desarrollo motor, así como en el trabajo de Hellebrandt sobre las respuestas de adultos normales y los experimentos de Pavlov con reflejos condicionados, entre otros.
Los fundamentos de FNP son los movimientos naturales: patrones funcionales (mano-boca, marcha, peinarse, levantarse, gestos profesionales y gestos deportivos.
Distintos autores se interesan en la función excitadora o inhibidora del sistema nervioso central (SNC) a mediados del siglo XX:
- KABAT: El doctor Kabat (desarrolla la técnica en 1940-1950) estaba interesado en el refuerzo muscular y en la coordinación del movimiento. Se basa en mecanismos de facilitación.
- BOBATH: Interesada por problemas de hipertonía (aumento de tono muscular). desencadena la acción inhibidora del SNC sobre los músculos espásticos.

### Cómo aplicar el método FNP
Lo primero que requiere este método de trabajo de la flexibilidad es tener unas consideraciones teóricas para evitar efectos negativos. Estas son: 
- Realizar un calentamiento ligero previo para preparar el músculo y las articulaciones.
- Realizar las sesiones de FNP como principales dentro de nuestros objetivos de la sesión, nunca realizarlas después de un entrenamiento.
- No se recomienda utilizar este método con músculos cortos y pequeños, siempre en largos y grandes.
- El volumen de trabajo adecuado en personas no entrenadas es de dos a tres repeticiones por músculo; el volumen de trabajo para personas entrenadas es de tres a cuatro repeticiones. La frecuencia total semanal de este método no debe superar las tres veces por semana.

Este método consta de unas secuencias de ejecución diferenciadas en tres partes:
- Pasivo no forzado: se realiza un estiramiento estático no forzado, con un rango de movimiento corto, con el objetivo de reforzar y preparar el músculo y sus tejidos para la siguiente fase. El tiempo de ejecución será de 10 segundos.
- Activo resistido: con la ayuda de un compañero o un objeto móvil, se realiza una contracción isométrica del músculo agonista, es decir, la fuerza del sujeto irá en dirección contrario respecto a la dirección del estiramiento inicial. El tiempo de ejecución irá entre los 6 y los 15 segundos.
- Pasivo forzado: inmediatamente después de la fase anterior, se realizará un estiramiento igual que el inicial, pero con un rango de amplitud articular mayor que en la fase inicial. Esta fase durará de los 6 a los 15 segundos en sujetos no entrenados, que podremos aumentar hasta los 20 o 30 segundos en sujetos entrenados.[1]

### Mecanismos neurofisiológicos
El propósito es facilitar la respuesta del sistema neuromuscular por la estimulación de los propioceptores.
- Resistencia máxima: constituye la base de todas las técnicas facilitadoras. Al aplicar resistencia al movimiento voluntario se facilita la respuesta muscular, siendo máxima cuando la resistencia opuesta es máxima, por desencadenar el mecanismo de irradiación. Se emplean contracciones isométricas, isotónicas y excéntricas.
- Reflejos: el movimiento voluntario puede ser facilitado por medio de reflejos de estiramiento, posturales y de enderezamiento, o inhibido por reflejos dolorosos o de los antagonistas, los cuales hay que evitar.
- Irradiación: la contracción de grupos musculares fuertes mediante la aplicación de resistencia facilita, por irradiación, la respuesta contráctil de los músculos débiles del mismo patrón cinético.
- Inducción sucesiva: es un mecanismo por el que el antagonista fuerte se convierte en fuente de facilitación para el agonista débil y aumenta su efectividad en el movimiento voluntario si los músculos están previamente estirados.
- Inervación recíproca: utiliza la contracción contra la resistencia de los músculos agonistas en un movimiento voluntario, para inhibir a los antagonistas.

## Concepto Kabat
La definición del método KABAT, es la utilización de informaciones de origen superficial (táctiles) y profundo (posición articular, estiramientos de los tendones y de los músculos) para producir la excitación del sistema nervioso y desencadenar una respuesta motora. A mayor estimulación sensitiva mayor facilitación neuromuscular.

### Principios básicos
- Movimientos complejos: Los patrones de movimiento utilizados en este método son globales, en masa, similares a los desarrollados en los actos de la vida diaria. El sentido de los mismos es diagonal y espiroideo, en consonancia con la disposición diagonal y rotatoria de huesos, músculos y articulaciones. Se realizan según 3 dimensiones: flexión/extensión, abd/add y prono/supinación; y se organiza alrededor de una articulación principal o pívot.
- Resistencia máxima: La aplicación de la máxima resistencia manual, base de todas las técnicas de facilitación, es fundamental para conseguir el desarrollo de la resistencia y de la potencia muscular. facilita los mecanismos de irradiación e inducción sucesiva.
- Contactos manuales: La presión manual ejercida sobre la piel que cubre músculos y articulaciones, se utiliza como mecanismo facilitador para orientar sobre la dirección del movimiento y demandar una respuesta motora.
- Comandos y órdenes: Las órdenes han de ser claras, sencillas, rítmicas y dinámicas para facilitar el esfuerzo voluntario del paciente por medio de la estimulación verbal, siendo las más usuales “tire”, “empuje” y “sostenga”.
- Compresión y tracción: Ambas maniobras estimulan los receptores propioceptivos articulares y favorecen, respectivamente, la estimulación de los reflejos posturales y la amplitud articular.
- Estiramiento: La elongación de las fibras musculares, provoca por mecanismo reflejo, un incremento de la contracción muscular.
- Sincronismo normal: Es la secuencia de la contracción muscular en la realización de un movimiento coordinado.
- Refuerzo: En un patrón cinético, los componentes musculares se refuerzan entre sí y particularmente los débiles, a expensas de los fuertes al aplicar una resistencia máxima, por el mecanismo de irradiación.
- Posición del fisioterapeuta: Debe estar al inicio en paralelo con el patrón y aprovechando el peso del cuerpo como resistencia para que se apoye y no realice mayor esfuerzo.

### Técnicas específicas neuromusculares
Con frecuencia estas técnicas se emplean de manera combinada, debiendo ser seleccionadas según el tipo de lesión. Pueden ser de dos tipos: de refuerzo y potenciación, o de relajación o estiramiento:
- Iniciación rítmica: Está reservada para pacientes que sufren alteraciones extrapiramidales, como rigidez o temblor. Tiene el propósito de promover la habilidad para iniciar el movimiento y aumentar la rapidez del mismo. Primero se ejecutaran los patrones de forma pasiva, por tanto, esta técnica estará contraindicada donde no se puedan realizar movilizaciones pasivas.
- Contracciones repetidas: Se trata de repetir los mismos movimientos o patrón. La resistencia será la máxima que el paciente pueda soportar; se puede añadir el estiramiento y se realiza de dos maneras: por repetición del reflejo de estiramiento o por contracciones alternantes isométricas-isotónicas. En esta última, al final del recorrido isotónico se pide una contracción isométrica.
- Inversión de antagonistas:
  - Inversión lenta: El paciente realiza un patrón contra resistencia máxima seguido inmediatamente del patrón antagonista. El cambio debe realizarse con rapidez.
  - Inversión lenta y sostén: Lo mismo que el anterior, pero se añade una contracción isométrica al final de cada amplitud de movimiento.
  - Inversión rápida: Consiste en realizar el patrón antagonista con lentitud, con resistencia máxima.
  - Co-contracción o estabilización rítmica: se emplea una fuerte contracción isométrica del patrón agonista, seguido de una contracción isométrica del antagonista.
- Relajación: Técnicas de estiramiento utilizando los principios de Sherrington:
  - Estiramientos pasivos especiales.
  - O sus variaciones osteopáticas: Técnica de Lewit, técnica de energía muscular.

### Indicaciones
Teniendo en cuenta que los objetivos de las técnicas de FNP son el reforzamiento muscular, el aumento de la estabilidad y de la amplitud articular, el restablecimiento de la coordinación, el reentrenamiento del equilibrio y la relajación muscular, su uso puede estar indicado a diferentes niveles:
- Neuropatías periféricas.
- Patología del sistema nervioso central.
- Traumatología.
- Reumatología.
- Ortopedia.
- Patología cardiorrespiratoria.
- Geriatría.
- Medicina deportiva.

## RSPM (Reeducación sensitivo perceptivo motriz)
Es un complejo neuromuscular que implica señales aferentes y eferentes del Sistema nervioso, que permite al individuo mantener la estabilidad y la orientación durante las actividades tanto estáticas como dinámicas. El esquema corporal es una habilidad para saber donde está cada parte del cuerpo en el espacio. Reeducación que se basa en la mejora, elaboración y/o adquisición de programas sensitivo-motores destinados a recuperar la función y/o prevenir la recidiva de la lesión.

### Objetivo
El objetivo de nuestros esfuerzos será:
- Ayudar a las estructuras parcialmente destruidas a recuperarse.
- Intentar que las estructuras que permanecen intactas compensen o sustituyan a las lesionadas totalmente.
- Evitar las recidivas y las recaídas.

Intentaremos restaurar la funcionalidad del bucle, estimular al organismo en su conjunto.
Bucle funcional: no se puede separar la sensibilidad de la motricidad, ni estas de la percepción. Se reeduca la parte sensitiva y la motora (son una unidad funcional).

### Receptores
Los receptores son estructuras nerviosas especializadas con las que percibimos cambios energéticos en el ambiente o en el medio interno. Estructuras diana en nuestro tratamiento y provocaremos movimiento a través de ellos. Esto no quiere decir que un receptor no pueda responder a otro estímulo.
Las propiedades comunes a todos los receptores son:
- - Transductibilidad.
  - Acomodación.
- Transductibilidad: Todos los receptores tienen la capacidad de transformar el estímulo al que se ven sometidos en una señal eléctrica, un potencial de acción.
- ACOMODACIÓN: Es la adaptación parcial o completa de un receptor a un estímulo después de un cierto periodo de tiempo. Según esta característica distinguimos tres tipos de receptores:
  - No acomodables o muy poco acomodables.
  - Acomodables.
  - Muy acomodables.

### Particularidades de los receptores utilizados en RSPM
- Receptores cutáneos del tacto y la presión.
- Receptores vestibulares.
- Receptores articulares: capsulares y ligamentosos.
- Receptores del huso neuromuscular.
- Órgano tendinoso de Golgi.

### Principios y mecanismos facilitadores de la RSPM
Algunos de estos principios y mecanismos facilitadores utilizamos algunos que ya hemos mencionado en FNP:
- Comandos verbales y visuales.
- Reflejo de estiramiento.
- Irradiación de fuerza.
- Inversión de antagonistas.
- Brazos de palanca cortos (fuerza) y largos (coordinación).

### Objetivos de la aplicación
- Mejorar la conciencia sobre el funcionamiento de determinados receptores.
- Generar movimiento.
- Fortalecer, coordinación, resistencia, velocidad de reacción, fuerza.
- Reeducar la postura, una posición, un gesto, una actividad.
- Aprendizaje de una nueva actividad.

### Etapas de tratamiento
- Toma de contacto: Presiones, movilizaciones globales y roce.
- Recuperación de la movilidad: Si queremos recuperar la actividad sensorial tendremos que recuperar la máxima amplitud articular.
- Mejora del tiempo de reacción muscular: Se intenta recuperar la capacidad del músculo para reaccionar lo más rápidamente posible cuando se produce el mecanismo de lesión. En el principio del tratamiento trabajaremos en cadena cinética abierta, sin carga y sin grandes resistencias (entrena la velocidad de respuesta).
- Mejorar las características de la reacción muscular: Aquí en esta etapa se emplean aparatos así como ejercicios para estimular tanto la calidad, como la cantidad de la respuesta muscular.
- Trabajo con cadenas cinéticas cerradas: carga parcial. Empezamos con carga parcial de la zona lesionada, aumentar la protección de la recidiva de la lesión. Tenemos que integrar la estructura afectada en las reacciones de equilibrio.
- Trabajo con carga total en un plano estable: El sujeto se tiene que mantener solo con los ojos abiertos y cerrados, comparando la realización del equilibrio. En esta etapa reproducimos el mecanismo de lesión para fortalecer la musculatura.
- Estrategias de evitación-prevención: Ejercicios de caída controlada ante el mecanismo de lesión y ejercicios de huida.
- Trabajo con carga total en un plano relativamente inestable: Se trabaja con planos inestables como son espumas, pelotas, colchonetas…iremos dificultando los ejercicios progresivamente y con brazos de palanca más largos.
- Trabajo con carga total en un plano inestable: El paciente debe guardar en primer lugar el equilibrio sin solicitación ninguna, se utilizan todo tipo de planos inestables y vamos aumentando progresivamente los planos inestables.
- Desplazamientos, saltos, actividades acrobáticas y reintroducción a la actividad: En esta etapa se pone fin a la reeducación de una lesión. El paciente puede realizar ejercicios acrobáticos en planos inestables, podremos evitar la recidiva.